# Вінченцо Монтефуско
Вінченцо Монтефуско (італ. Vincenzo Montefusco, нар. 26 квітня 1945, Неаполь) — італійський футболіст, що грав на позиції півзахисника, насамперед за «Наполі». По завершенні ігрової кар'єри — тренер.

## Клубна кар'єра
Народився 26 квітня 1945 року в Неаполі. Вихованець футбольної школи місцевого «Наполі». Дорослу футбольну кар'єру розпочав 1961 року в основній команді того ж клубу. У першій половині 1960-х поступово збільшував свій ігровий час, граючи поруч з Антоніо Юліано у середній ланці команди, яка на той час балансувала між першим і другим італійськими дивізіонами.
З приходом 1965 року до команди нападників Жозе Алтафіні та Омара Сіворі турнірні результати неаполітанців почали покращуватися, і команда раз-по-раз вмикалася у боротьбу за чемпіонський титул. Щоправда Монтефуско у цей період починає випадати з «обойми» основних гравців «Наполі» і повертає собі місце у стартовому складі лише в сезоні 1968/69.
На початку 1970-х знову почав відчувати брак довіри з боку тренерського штабу і протягом наступних років віддавався в оренду до «Фоджі», «Ланероссі» та «Таранто».
Повернувшись з оренди до останнього клубу у 1975, ще протягом двох сезонів залишався на контракті з «Наполі», провівши за цей час лише декілька матчів у другорядних турнірах, після чого 1977 року завершив ігрову кар'єру.

## Виступи за збірну
1968 року провів одну гру у складі збірної Італії (U-23).

## Кар'єра тренера
Розпочав тренерську кар'єру відразу ж по завершенні кар'єри гравця, 1977 року, очоливши тренерський штаб неапольського клубу «Нуово Позілліпо Наполі» з п'ятого дивізіону. За рік став головним тренером «Кассіно» із Серії C2 (четвертого дивізіону), а ще за рік — «Паганезе» з того ж рівня футбольної піраміди Італії. У першому ж сезоні здобув на чолі останньої команди підвищення до третього дивізіону.
Згодом протягом 1980-х років незмінно працював у Серії C1, майже щороку змінюючи команду.
1992 року дебютував як тренер у Серії B, де протягом сезону тренував «Пізу».
1995 року прийняв пропозицію очолити команду дублерів рідного «Наполі», з якою працював до кінця 1990-х. Протягом цього періоду тричі ставав на чолі основної команди клубу, яка демонструвала незадовільні результати і переживала постійні зміни тренерських штабів.

## Статистика виступів

### Статистика клубних виступів
| Сезон              | Команда            | Чемпіонат          | Чемпіонат | Чемпіонат | Національний кубок | Національний кубок | Національний кубок | Континентальні кубки | Континентальні кубки | Континентальні кубки | Інші змагання | Інші змагання | Інші змагання | Усього | Усього |
| Сезон              | Команда            | Ліга               | Ігор      | Голів     | Ліга               | Ігор               | Голів              | Ліга                 | Ігор                 | Голів                | Ліга          | Ігор          | Голів         | Ігор   | Голів  |
| ------------------ | ------------------ | ------------------ | --------- | --------- | ------------------ | ------------------ | ------------------ | -------------------- | -------------------- | -------------------- | ------------- | ------------- | ------------- | ------ | ------ |
| 1961–62            | «Наполі»           | B                  | 0         | 0         | КІ                 | 1                  | 0                  | -                    | -                    | -                    | -             | -             | -             | 1      | 0      |
| 1962–63            | «Наполі»           | A                  | 4         | 2         | КІ                 | 0                  | 0                  | КВК                  | 1                    | 0                    | -             | -             | -             | 5      | 2      |
| 1963–64            | «Наполі»           | B                  | 18        | 1         | КІ                 | 0                  | 0                  | -                    | -                    | -                    | -             | -             | -             | 18     | 1      |
| 1964–65            | «Наполі»           | B                  | 20        | 0         | КІ                 | 3                  | 0                  | -                    | -                    | -                    | -             | -             | -             | 23     | 0      |
| 1965–66            | «Наполі»           | A                  | 13        | 0         | КІ                 | 2                  | 0                  | КМ                   | 2                    | 0                    | КА            | 4             | 2             | 21     | 2      |
| 1966–67            | «Наполі»           | A                  | 7         | 0         | КІ                 | 1                  | 0                  | КЯ                   | 1                    | 0                    | -             | -             | -             | 9      | 0      |
| 1967–68            | «Наполі»           | A                  | 14        | 0         | КІ                 | 2                  | 0                  | КЯ                   | 4                    | 0                    | -             | -             | -             | 20     | 0      |
| 1968–69            | «Наполі»           | A                  | 29        | 3         | КІ                 | 5                  | 0                  | КЯ                   | 3                    | 0                    | КА            | 4             | 1             | 41     | 4      |
| 1969–70            | «Наполі»           | A                  | 24        | 0         | КІ                 | 3                  | 0                  | КЯ                   | 4                    | 0                    | АІК           | 5             | 0             | 36     | 0      |
| 1970–71            | «Фоджа»            | A                  | 26        | 2         | КІ                 | ?                  | ?                  | -                    | -                    | -                    | -             | -             | -             | 261    | 2+     |
| 1971–72            | «Наполі»           | A                  | 22        | 1         | КІ                 | 7                  | 2                  | КУЄФА                | 1                    | 0                    | -             | -             | -             | 30     | 3      |
| 1972–73            | «Ланероссі»        | A                  | 26        | 1         | КІ                 | ?                  | ?                  | -                    | -                    | -                    | -             | -             | -             | 26+    | 1+     |
| 1973–74            | «Наполі»           | A                  | 5         | 0         | КІ                 | 1                  | 0                  | -                    | -                    | -                    | -             | -             | -             | 6      | 0      |
| 1974–75            | «Таранто»          | B                  | 16        | 2         | КІ                 | ?                  | ?                  | -                    | -                    | -                    | -             | -             | -             | 16+    | 2+     |
| 1975–76            | «Наполі»           | A                  | 0         | 0         | КІ                 | 1                  | 0                  | КУЄФА                | 0                    | 0                    | -             | -             | -             | 1      | 0      |
| 1976–77            | «Наполі»           | A                  | 0         | 0         | КІ                 | 2                  | 1                  | КЧ                   | 1                    | 0                    | -             | -             | -             | 3      | 1      |
| Усього за «Наполі» | Усього за «Наполі» | Усього за «Наполі» | 156       | 7         |                    | 28                 | 3                  |                      | 17                   | 0                    |               | 13            | 3             | 214    | 13     |
| Усього за кар'єру  | Усього за кар'єру  | Усього за кар'єру  | 224       | 12        |                    | ?                  | 3+                 |                      | 17                   | 0                    |               | 13            | 3             | 282+   | 18+    |

## Титули і досягнення

### Як гравця
- Володар Кубка Італії (2):

«Наполі»: 1961-1962, 1975-1976